# Admiralitás palota
A tarantói Admiralitás palotát egyidőben építették a város katonai arzenáljával. Építését 1883-ban kezdték el. A Domenico Chiodo tervei alapján elkészült épületet 1889. augusztus 21-én nyitotta meg I. Umbertó, Olaszország királya. Az épület neoklasszicista stílusban épült, homlokzatának timpanonját egy óra díszíti.